# امیلیانو آلوارس
امیلیانو آلوارس (اسپانیایی: Emiliano Álvarez‎; ۲۵ اکتبر ۱۹۱۲ – ۱ ژوئن ۱۹۸۷) دوچرخه‌سوار اهل اسپانیا بود. وی عضو  تیم دوچرخه‌سواری پژو بوده است.